# Habsburgermonarchie

Mittleres gemeinsames Wappen Österreich-Ungarns, 1866–1915

Als Habsburgermonarchie oder Habsburgerreich (auch Habsburger, Habsburgische oder österreichische Monarchie oder Donaumonarchie) bezeichnet die Geschichtswissenschaft die Herrschaftsgebiete, die vom Haus Habsburg gefolgt vom Haus Habsburg-Lothringen vom ausgehenden Mittelalter bis 1918 großenteils in Personalunion regiert wurden.
Das Reich war ein ausgedehnter Länderkomplex und politisch eine so genannte composite monarchy, eine zusammengesetzte Monarchie. Im Gegensatz zum modernen, zentral gelenkten Nationalstaat bestand sie aus unterschiedlichen, prinzipiell voneinander unabhängigen Territorien, die nur durch das gemeinsame monarchische Oberhaupt miteinander verbunden waren. Seit der Pragmatischen Sanktion von 1713 war dieses gemeinsame Oberhaupt aber institutionalisiert und rechtlich verbindlich festgelegt. Ein einheitliches Staatswesen im modernen Sinn wurde hingegen erst durch die Oktroyierte Märzverfassung von 1849 begründet, aber bereits 1867 im Österreichisch-Ungarischen Ausgleich wieder aufgelöst.
Die Herausbildung der Habsburgermonarchie begann Ende des 13. Jahrhunderts, nachdem 1273 Rudolf I. als erster Vertreter seiner Dynastie zum römisch-deutschen König gewählt wurde und er 1278 mit dem Herzogtum Österreich eine bedeutende Hausmacht gewinnen konnte. Das Herrschaftsgebiet, das seine Nachkommen in den kommenden Jahrhunderten, sowohl durch Erbschaft als auch durch Eroberungen zusammenbrachten, bestand im Kern aus den habsburgischen Erblanden, den Ländern der böhmischen und der ungarischen Krone, einem Großteil der ehemals burgundischen Niederlande und Teilen Italiens wie den Herzogtümern Mailand und Toskana. Im 16. und 17. Jahrhundert, seit der Herrschaft Karls V., waren auch das Königreich Spanien mitsamt seinem Kolonialreich und dem Königreich Neapel sowie zeitweilig auch Portugal und seine Überseebesitzungen Bestandteile des Habsburgerreichs. Diese wurden jedoch nach Karls Abdankung und der Aufspaltung der Dynastie in eine österreichische und eine spanische Linie allein von letzterer regiert. Man spricht für diese Zeit von der österreichischen und der spanischen Habsburgermonarchie. Nicht zum Habsburgerreich zählen die reichsunmittelbaren Territorien des Heiligen Römischen Reichs, über welche die Habsburger in ihrer Funktion als Kaiser nur eine indirekte Oberherrschaft ausübten. Nicht zum Habsburgerreich zählte auch das sogenannte Reichsgut, das den (Wahl-)Königen bzw. Kaisern des Heiligen Römischen Reiches in dieser Eigenschaft zustand und nicht vererblich war.
Wie das spanische, war auch das im östlichen Mitteleuropa gelegene habsburgische Länderkonglomerat im Wesentlichen durch eine geglückte Heiratspolitik entstanden, wurde aber seit dem ausgehenden 17. Jahrhundert durch Eroberungen auf Kosten des Osmanischen Reichs wesentlich erweitert. Seit Ferdinand I., einem Bruder Karls V., wurde es von der österreichischen und seit Ferdinand II. von der innerösterreichischen Linie der Dynastie regiert. Diese trägt seit der Heirat Maria Theresias, der Tochter des letzten männlichen Thronerben, mit dem Herzog von Lothringen und späteren Kaiser Franz Stephan den Namen Habsburg-Lothringen.
Der letzte römisch-deutsche Kaiser, Franz II., schuf 1804, als die Krönung Napoleon Bonapartes zum Kaiser der Franzosen und das Ende des Heiligen Römischen Reiches absehbar waren, aus eigener Machtvollkommenheit die österreichische Kaiserwürde. Das daraus entstandene Kaisertum Österreich regierte er fortan als Franz I., während er das Reich am 6. August 1806 für aufgelöst erklärte. Aus dem Kaisertum Österreich entstand nach dem so genannten Ausgleich von 1867 in Form einer Doppelmonarchie die österreichisch-ungarische Monarchie. Franz Joseph I. regierte den aus dem österreichischen und dem nunmehr gleichberechtigten ungarischen Reichsteil bestehenden Vielvölkerstaat in Realunion als Kaiser und König. Daher leitet sich für diese Zeit auch die Bezeichnung k. u. k. Monarchie ab.
Nach der Niederlage Österreich-Ungarns und der mit ihm verbündeten Mittelmächte im Ersten Weltkrieg löste Franz Josephs Nachfolger, Kaiser Karl I. am 31. Oktober 1918 die Realunion auf. Die meisten nichtdeutschen und nichtmagyarischen Völker nutzten die absehbare Niederlage der k.u.k. Armee dazu, neue, unabhängige Staaten zu bilden. Kaiser Karl verzichtete am 11. November 1918 auf die Teilhabe an den Regierungsgeschäften. Am Folgetag, dem 12. November 1918, wurde in Deutschösterreich die Republik ausgerufen. Damit fand die über 640-jährige Herrschaft des Hauses Habsburg ihr Ende. Karl unternahm 1921 zwei vergebliche Versuche, die Herrschaft im nominell wiederhergestellten Königreich Ungarn zurückzuerlangen. Auf Drängen der Siegermächte und der Kleinen Entente verabschiedete das Parlament in Budapest daraufhin im November 1921 das Dethronisationsgesetz, das dem Haus Habsburg-Lothringen auch die ungarische Krone endgültig entzog.

## Übersicht

Hauswappen (1512)

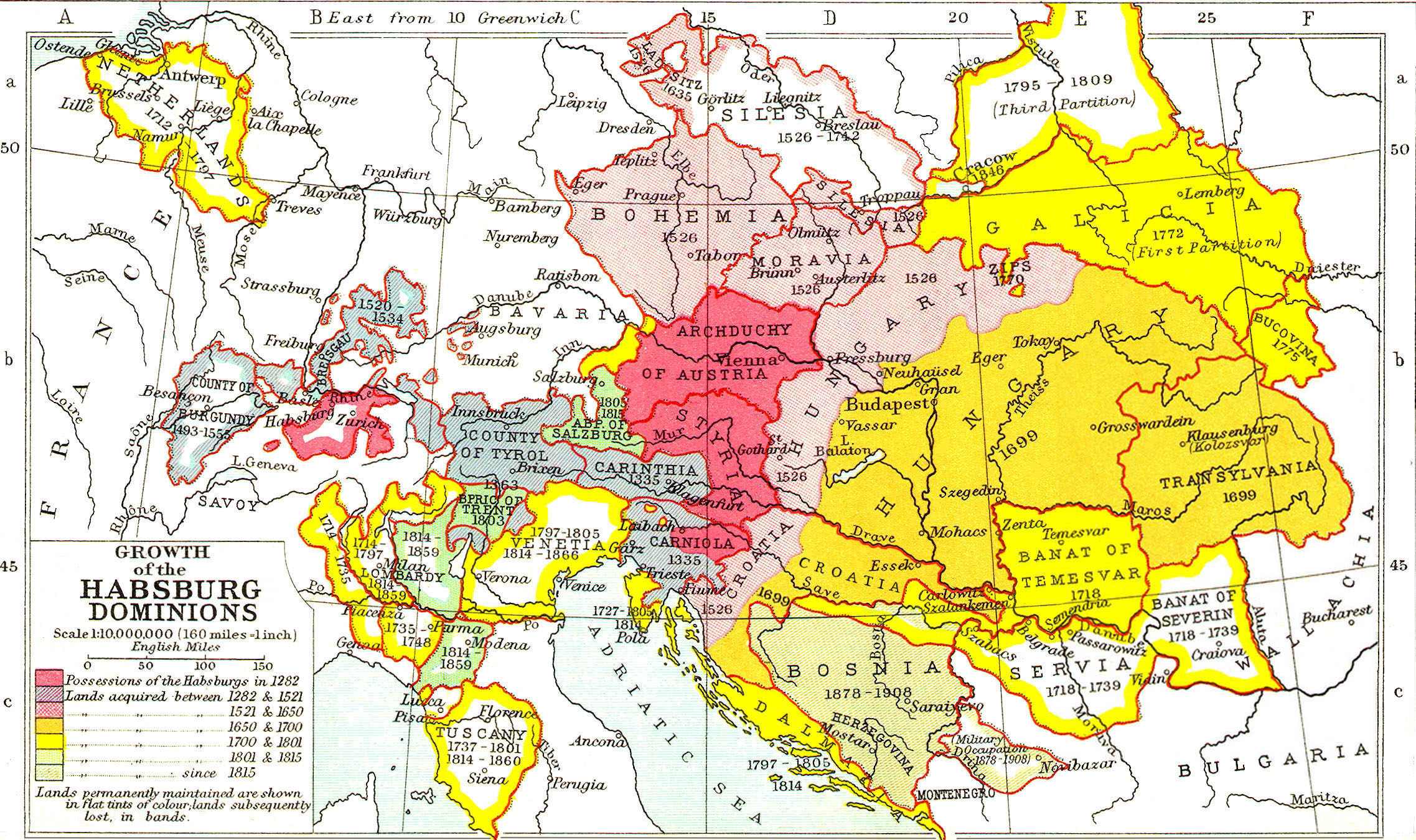
Territoriale Entwicklung der Habsburgermonarchie

Die Wurzeln der Habsburgermonarchie datieren in die Jahre 1276–1278, als Rudolf IV. Graf von Habsburg, der 1273 als Rudolf I. römisch-deutscher König geworden war, sein Haus mit den Herzogtümern Kärnten und Krain und dann auch mit den Herzogtümern Österreich und Steiermark belehnte und damit nach dem Intermezzo mit Ottokar II. Přemysl von Böhmen das Erbe der Babenberger antrat. Seit diesem Datum regierten die Habsburger mit nur kurzen kriegerischen Unterbrechungen ihre Hausmacht in Zentraleuropa.
Seit Rudolf I. (als Graf der VI., als König I.) 1307 waren Habsburger (mit Unterbrechungen) Könige in Böhmen, seit Albrecht (als Graf der V., als Römischer König II.) 1437 Könige in Ungarn. Ununterbrochen regierten sie diese Länder seit Ferdinand I. 1526/27. Seit dieser Zeit gehörte die habsburgische Monarchie – deren Westen Teil des Heiligen Römischen Reiches war, während der Osten außerhalb des Reiches lag – zu den Großmächten Europas.

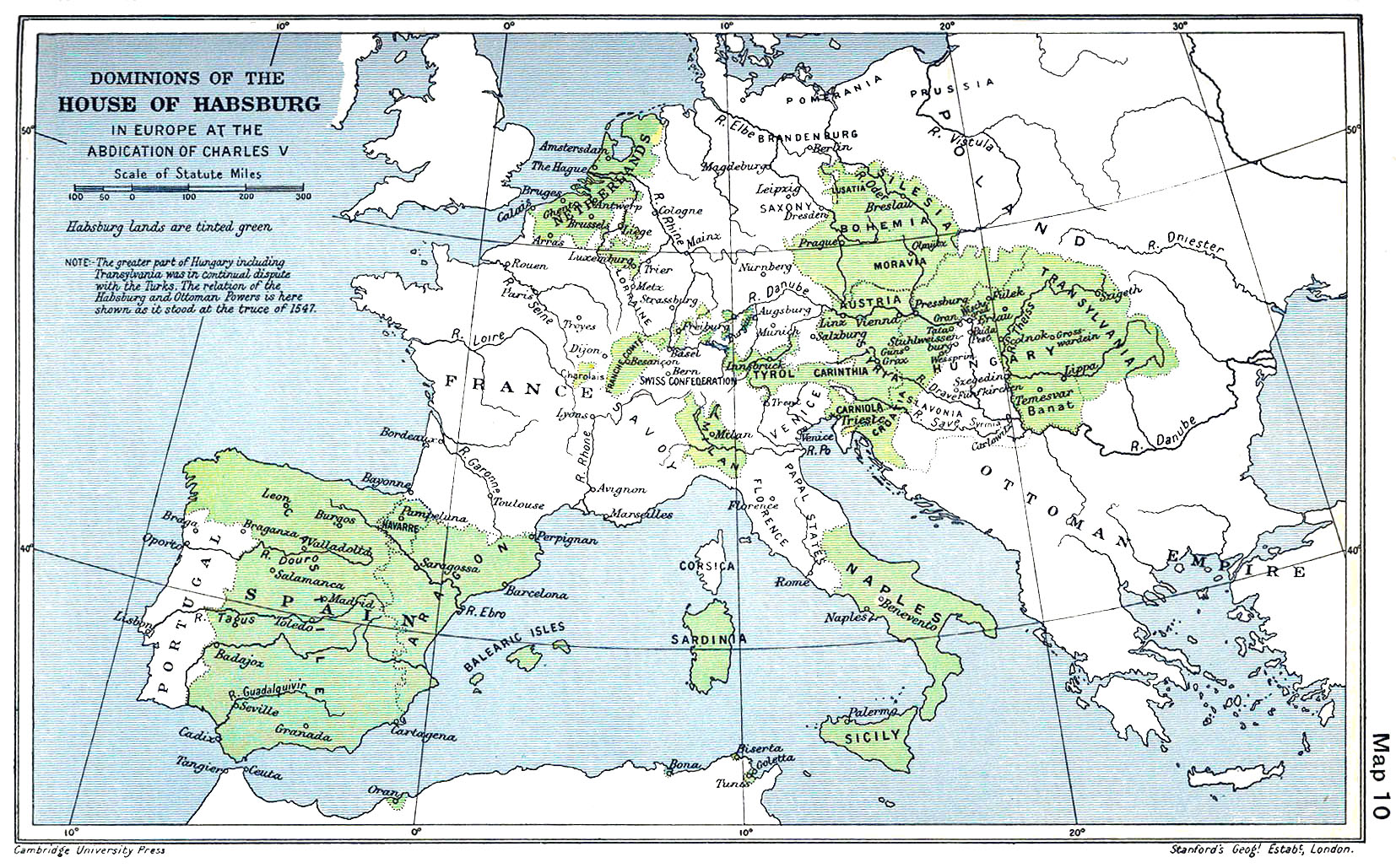
Herrschaftsgebiet der Habsburgermonarchie in Europa bei der Abdankung Karl V. 1555

Mit Maximilian I., dem letzten Ritter, bildete sich mit seiner Hochzeit und seinem Amtsantritt als Herzog von Burgund 1477 das Haus Österreich-Burgund, ab dieser Zeit etwa spricht man von der Habsburgermonarchie im eigentlichen Sinne. Auf dem Höhepunkt der Ausdehnung ihrer dynastischen Besitzungen und Regentschaften teilte sich die habsburgische Universalmonarchie 1556 mit der Abdankung Karls V., der als deutscher Kaiser und König in Spanien ein Weltreich beherrscht hatte, in dem die Sonne nicht untergeht, in eine österreichische und eine spanische Linie. Letztere wird auch „Haus Österreich“ oder Casa de Austria genannt, ihr Weltreich, die spanische Habsburgermonarchie, ist aber nicht Gegenstand dieses Artikels.
Ein „Geburtsdatum“ der (österreichischen) Habsburgermonarchie kann auch mit dem Wormser Teilungsvertrag vom 28. April 1521 bzw. dem folgenden Brüsseler Vertrag vom 7. Februar 1522 gegeben werden, in dem die Übergabe der österreichischen Lande von Karl V. an seinen Bruder Ferdinand I. geregelt wurde. Allerdings gab es noch 1550 den am Widerstand der deutschen Kurfürsten und an der hinhaltenden Politik seines Bruders gescheiterten Versuch Karls V., seinen Sohn Philipp, den späteren spanischen König, zum König von Deutschland wählen zu lassen und das Universalreich auf diese Weise beisammenzuhalten. Die getrennte Erbfolge der spanischen und österreichischen Linie (Hausordnung vom 25. Februar 1554) kann man daher als das entscheidende Datum der Trennung der beiden Linien betrachten, wobei die gegenseitigen vorrangigen Erbansprüche im Falle des Erlöschens einer Linie dennoch erhalten blieben.

Die spanische Linie starb im November 1700 aus. Frankreich, der große Widersacher der Habsburger dieser Ära (siehe habsburgisch-französischer Gegensatz), konnte im Spanischen Erbfolgekrieg eine neuerliche habsburgische „Einkreisung“ verhindern, und die Bourbonen übernahmen die spanische Krone. Die Habsburger konnten nur außerspanische Gebiete des Erbes ihrer spanischen Verwandten, vor allem die Österreichischen Niederlande und das Königreich Neapel, für die österreichische Linie erhalten.

Habsburgermonarchie 1789

1740 starben die österreichischen Habsburger im Mannesstamm aus. Auf Grund der zuvor in jeweils allen habsburgischen Territorien und Ländern erlassenen Pragmatischen Sanktion übernahm Maria Theresia jeweils als Königin, Erzherzogin usw. die sonst nur Männern vorbehaltenen Herrscherrechte und gründete mit ihrem Gatten das nachfolgende Herrscherhaus Habsburg-Lothringen. Der Kaiser des Heiligen Römischen Reichs indes wurde von den Kurfürsten gewählt und sein (nicht erbliches) Amt konnte aufgrund Reichsrechts nur von einem Mann ausgeübt werden, weshalb sich Maria Theresia nicht als geeignete Kandidatin qualifizierte. Die Pragmatische Sanktion wurde zwar im Österreichischen Erbfolgekrieg angefochten, die Monarchie ging aus dem Krieg aber nunmehr international anerkannt, wenngleich territorial geschmälert hervor. Maria Theresias Sohn, der Reformer Joseph II., strebte danach, die Habsburgermonarchie zu einem einheitlichen Staat mit deutscher Amtssprache zu entwickeln, scheiterte damit aber vor allem in Ungarn. Dennoch war laut Ernst Trost „Deutsch das Esperanto der Donauländer“.
Durch die 1804 während der Koalitionskriege erfolgte Konstituierung der dem Haus Habsburg-Lothringen unmittelbar untertanen Länder als Kaisertum Österreich – eine Reaktion auf die Selbstkrönung Napoleons I. wenige Monate zuvor – wurde die Habsburgermonarchie, schon seit Maria Theresia zentral von Wien aus verwaltet, auch offiziell zum selbstständigen Staat. Das Heilige Römische Reich wurde 1806 für nicht mehr bestehend erklärt.
Das Kaisertum Österreich blieb bis zum Ausgleich zwischen Österreich und Ungarn von 1867, der Österreich-Ungarn als Doppelmonarchie, als Realunion der zwei Staaten definierte, ein einheitlicher Staat. Einheitlich blieben in der Folge bis 1918 obligatorisch der Monarch, die Außenpolitik, Heer und Kriegsmarine sowie fakultativ vereinbarte Wirtschaftsstandards wie die gemeinsame Gulden-, dann Kronenwährung.
Aufgrund ihrer Größe, ihrer Bevölkerungszahl und des Geltungsanspruchs ihrer Dynastie war die Habsburgermonarchie einer der wichtigsten Staaten Europas (der Pentarchie). In wechselnden Allianzen kämpfte sie in den meisten europäischen Kriegen mit. Als sich im 19. Jahrhundert der Nationalismus als mächtige Staatsidee in Europa etablierte, verlor Österreich-Ungarn als Gesamtstaat sukzessive Einfluss und hatte auf Grund seiner Multinationalität als Vielvölkerstaat immer größere Probleme in der Innenpolitik beider Teilstaaten. Sie führten am Ende des verlorenen Ersten Weltkriegs zur Auflösung der Habsburgermonarchie.

## Besonderheiten
Die Habsburgermonarchie unterschied sich grundlegend von anderen Herrschaftsgebieten und Gesellschaften Europas. Westeuropäische Historiker stuften die Monarchie als politische Anomalie ein, deren strukturelle Schwäche dazu führte, dass sie sich ständig in einem Zustand der Krise und des drohenden Verfalls befand.
Der Verlauf der Geschichte der Habsburgermonarchie wurde im Wesentlichen durch fünf Merkmale bestimmt:
- Einflüsse der Geopolitik und die Diplomatie des Gleichgewichts der Kräfte;
- die Unterschiedlichkeit und Individualität der habsburgischen Länder;
- die Identifikation der Habsburger-Dynastie mit dem Heiligen Römischen Reich;
- die Abhängigkeit, Konsens zwischen ihrer inländischen Elite und ausländischen assoziierten Mächten erreichen zu müssen;
- die Rolle der Monarchen selbst, Kontinuität und Sicherheit ihrer Herrschaftsgebiete zu gewährleisten.

Monarchien wie Großbritannien, Frankreich oder Spanien konnten ihre Länder (zumindest vorübergehend) zu Nationalstaaten entwickeln, die auf eine gewisse Kontinuität als geografische Einheit zurückgeführt werden konnten; eine Einheit, die einen grundlegenden Grad an ökonomischer, kultureller und sprachlicher Homogenität förderte. Die separatistischen Bewegungen seit dem 19. Jahrhundert in Belgien (1830 Abspaltung von den Vereinigten Niederlanden), Norwegen (1905 Trennung von Schweden), Irland (Abspaltung des Großteils von Großbritannien), Schottland (Unabhängigkeitsreferendum 2014 gescheitert), im Baskenland und in Katalonien (Unabhängigkeitsreferendum angekündigt) zeigen, dass solche Entwicklungen nicht endgültig sein müssen. Im Kontrast dazu verfolgten die Habsburger eine auf Erweiterung angelegte Heirats- und Erbschaftspolitik, um unter ihrer Herrschaft auch völlig unterschiedliche Länder zu versammeln.
Die Monarchie war bis zur Mitte des 18. Jahrhunderts in hohem Maße dezentral organisiert. Jedes einzelne Königreich, Herzogtum, Fürstentum, jede Grafschaft, die unter Habsburgs Herrschaft gelangte, behielt die eigene Landesregierung, die fast unabhängig von Wien operierte. Die Stände des Landes hatten die Macht und das Recht, über die Forderungen des Landesfürsten zu verhandeln. Die Interessen der Stände und der Adeligen erhielten oft Vorrang vor denen des Landesfürsten; andernfalls musste er die für ihn positive Entscheidung oft mit Kompromissen, Privilegien oder anderen Zugeständnissen erkaufen.
Im Gegensatz zu vielen anderen Monarchien im frühneuzeitlichen Europa versuchten die habsburgischen Herrscher zumeist, mit Adel und Klerus Konsens herzustellen, oft zu Lasten der Bürger in den Städten und der Untertanen der ländlichen Grundherrschaften, die beinahe völlig aus der Landespolitik ausgeschlossen waren.

## Gesamtstaatliche Institutionen
Ferdinand I. richtete während seiner Regierung (1521–1564) verschiedene Staatsorgane ein, um die Leitung der Monarchie zu verbessern:
- Der Geheime Rat beriet den Monarchen in seiner Politik für das Heilige Römische Reich und für die (teilweise außerhalb des Reiches gelegenen) habsburgischen Länder.
  - Für Ungarn und Böhmen bestanden eigene Hofräte sowie die ungarische und die böhmische Hofkanzlei
- Die Hofkammer war in der Habsburgermonarchie Vorläuferin des Finanzministeriums.
- Der Hofkriegsrat war finanziell und organisatorisch für die militärischen Angelegenheiten der Monarchie zuständig.

Unter Ferdinands Nachfolgern wurden diese Behörden kaum modernisiert:
- Ferdinand II. gliederte 1620 die österreichische Hofkanzlei aus der Reichshofkanzlei aus. Neben der Verwaltung Nieder-, Ober- und Innerösterreichs war sie auch ausführendes Organ des Geheimen Rates.
- Seit Leopold I. tagte der Geheime Rat fast nur noch in Kommissionen (Konferenzen), nachdem dieser durch kaiserliche Patronage zu viele Mitglieder bekommen hatte:[6]
  - Die Geheime Konferenz wurde 1669 als engerer Ausschuss des Geheimen Rats errichtet, nachdem dieser durch kaiserliche Patronage zu viele Mitglieder bekommen hatte. Es dauerte allerdings nicht lange, bis auch die Geheime Konferenz mit den gleichen Problemen zu tun hatte wie vorher der Geheime Rat.
  - Die deputatio in mensi, bestehend aus den Leitern der österreichischen und der böhmischen Hofkanzlei, der Hofkammer und des Hofkriegsrats, war seit 1698 zuständig für die Beratung der Finanzierung der Kaiserlichen Armee.
  - Weitere Kommissionen befassten sich mit Reichsangelegenheiten und auswärtigen Beziehungen.
  - Die Finanzkonferenz wurde 1717 von Karl VI. zur Aufsicht über die Finanzen eingerichtet.
- Der 1711 aus den spanischen Consejos gebildete Consejo de España[7][8] wurde von Karl VI. gegründet, um ihn bei der (letztlich vergeblichen) Durchsetzung seiner spanischen Herrschaftsansprüche zu beraten. 1736 wurde er aufgeteilt:
  - Italienischer Rat (Neapel, Sizilien, Mailand mit Mantua)
  - Niederländischer Rat (österreichische Niederlande)

Unter Karls Erbin Maria Theresia und ihren Nachfolgern wurde das Behördenwesen gründlich reformiert. Die meisten Reformen blieben aber auf die österreichischen Erblande einschließlich der Länder der Böhmischen Krone beschränkt und umfassten Ungarn nicht:
- Die Staatskanzlei wurde 1742 errichtet, um die ausländische Politik der Habsburgermonarchie festzulegen. Der Geheime Rat und die Konferenzen wurden abgeschafft.
- Das Generalkriegskommissariat, 1746 errichtet, erhielt die Kontrolle über die militärische Nachschubversorgung und hatte in der Praxis mehr Autorität über Kriegsangelegenheiten als der Hofkriegsrat jemals gehabt hatte.
- Das directorium in publicis et cameralibus (1749 errichtet) war ein übergreifendes Organ der Erblande. Entstanden aus der Zusammenlegung von böhmischer und österreichischer Hofkanzlei, bildete es mit Ausnahme der ungarischen Länder unter verschiedenen Namen und öfter wechselnden Kompetenzen bis 1848 die oberste Zentralstelle der politischen Verwaltung. Zu den Agenden gehörten unter anderen auch Angelegenheiten der Landwirtschaft, des Sanitätswesens, des Handels und Gewerbes, des Steuer- und Abgabenwesens, der Justizbehörden, der Gesetzgebung, des Bürgermilitärs und Ähnliches.[9]
- Die Oberste Justizstelle fungierte im Erzherzogtum und Böhmen, später auch in den anderen Erblanden (außer Ungarn) als oberster Gerichtshof.[10]
- Der Niederländische und der Italienische Rat wurden 1757 als Département de Pays-Bas bzw. Dipartimento d´Italia der Staatskanzlei eingegliedert.[11][8]
- Der Staatsrat, 1760 errichtet, war oberstes Beratungsorgan der Monarchin, die bei Bedarf selbst den Vorsitz führte.
- Die Studienkommission, 1760 errichtet, bekam die Befugnis, den obligatorischen Schulunterricht innerhalb der Erblande zu verbreiten.

## Habsburgische Länder

### Stammlande der Habsburger
Die eigentlichen Stammlande der Habsburger, wie sie seit dem mutmaßlichen Gründer der Habsburg, Radbot Graf im Klettgau, im 11. Jahrhundert historisch fassbar sind, sind Besitzungen in der heutigen Schweiz und im Elsass. Schon Rudolf von Habsburg, der erste habsburgische deutsche König, herrschte über Gebiete zwischen Vogesen, Schwarzwald und Vierwaldstättersee. Zu diesen Besitzungen kam, als die Habsburger die Babenberger beerbten, der heute österreichische Raum.

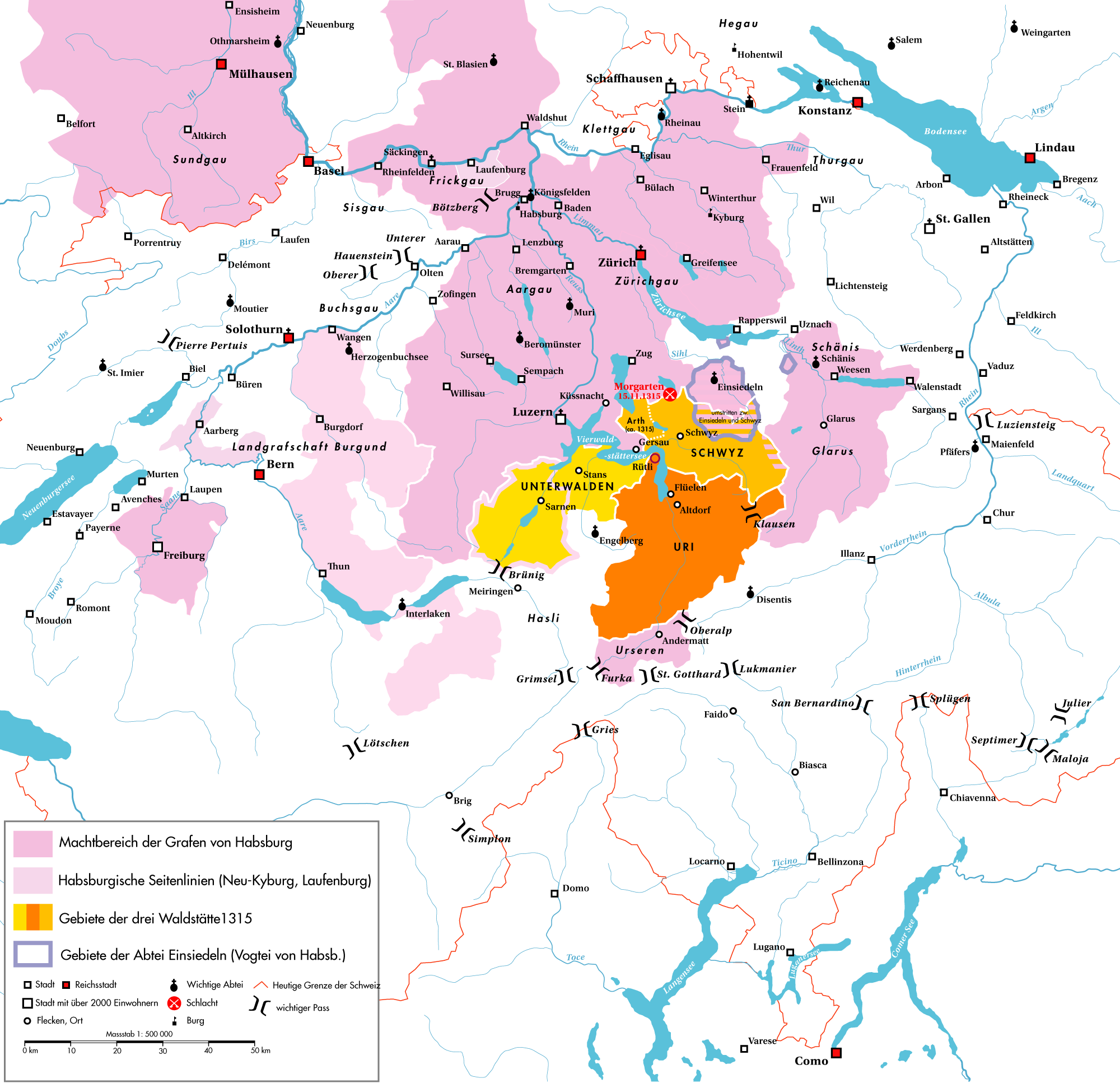
Der habsburgische Machtbereich um 1315 in der heutigen Schweiz.

Wesentlichen Anteil hatten die Habsburger bei den frühen Stadtgründungen und am Aufbau von Baden, Bremgarten, Brugg, Königsfelden, Laufenburg, Sursee sowie Waldshut. Diese Städte führen zum Teil noch heute das Habsburger Löwenwappen.
Um 1385 gehörten zu den wichtigsten Besitzungen der Stammlande die Landgrafschaften, Herrschaften und Vogteien Sundgau, Breisgau, Rheinfelden, Kyburg, Thurgau, Nellenburg, Baden, Lenzburg, Willisau, Rothenburg, Wolhusen, Rapperswil, Gaster, Glarus, Feldkirch, und Freiburg im Üechtland. In dieser Zeit gingen die Stammlande an die Alte Eidgenossenschaft verlustig, die Reste werden unter dem Territorium Vorderösterreich zusammengefasst. Von den Stammlanden hielten sich nur Laufenburg und Rheinfelden bis 1802, Tarasp bis 1807, und in Reminiszenz die Titel Gefürsteter Graf von Habsburg und Kyburg im Großen Titel des Kaisers bis 1918.
Später, als diese Besitzungen im Westen weitgehend verloren waren und der Begriff Erblande sich auf die ungarischen Länder und böhmischen Kronländer ausgedehnt hatte, fasste man unter Stammlande die noch aus der Babenbergerzeit übernommenen und in den frühen Jahren der Dynastie erworbenen Herrschaften, das „alte“ Erzherzogtum Österreich (als Titel) und seine herzoglichen, gräflichen und sonstigen Nebenländer, zusammen.

### Habsburgische Erblande

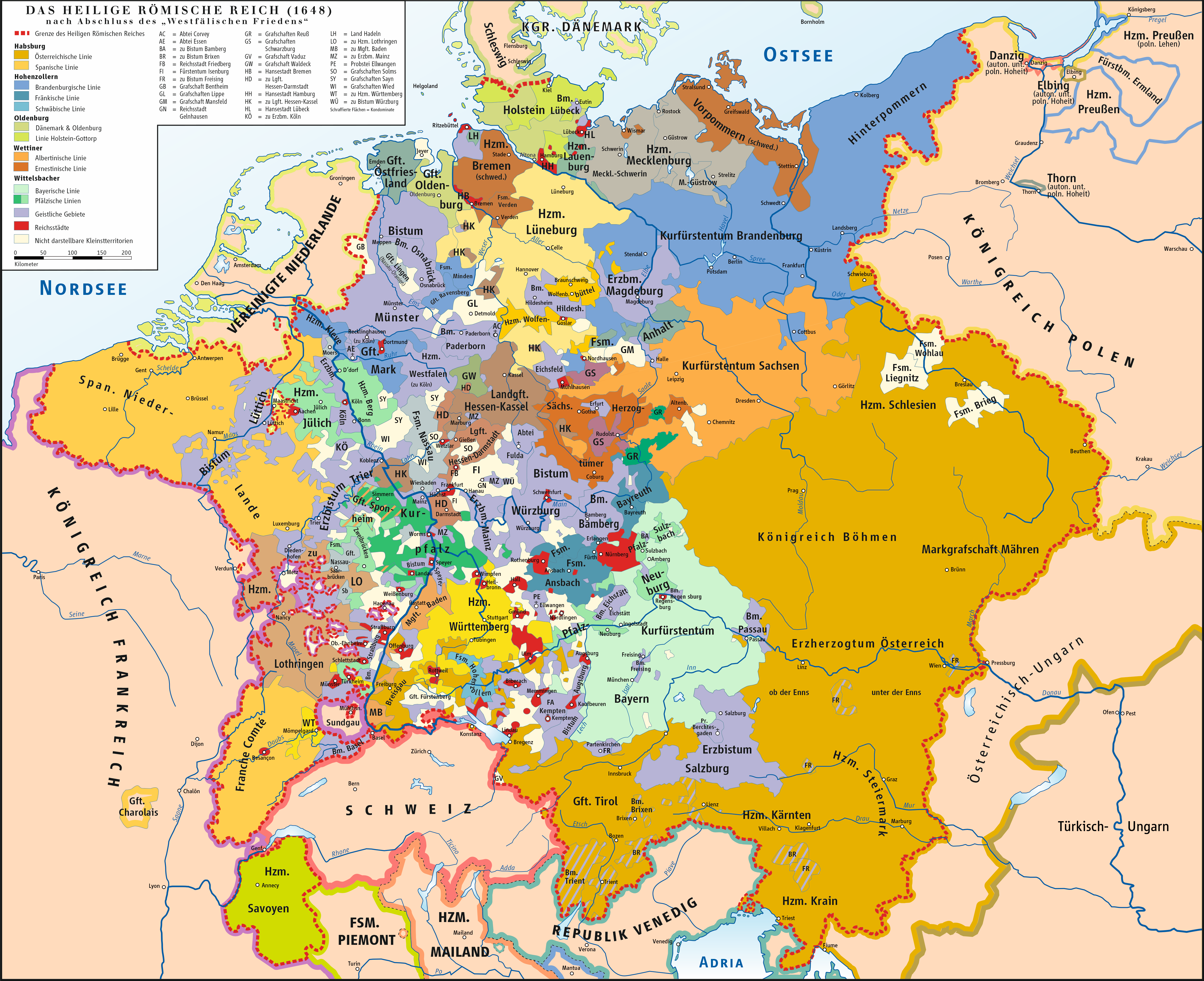
Die Habsburgischen Erblande 1648(innerhalb des Heiligen Römischen Reiches)

Mit dem Begriff Habsburgische Erblande werden die von den Habsburgern beherrschten Territorien bezeichnet, in denen das Haus Österreich den erblichen Fürsten stellte und die schon längere Zeit im Besitz der Dynastie waren. Der Inhalt dieses Begriffs hat sich mit der Zeit gewandelt. Er diente auch als Abgrenzung für die familiäre Hausmacht innerhalb des Heiligen Römischen Reiches, als dessen König oder Kaiser ab 1273 mehrmals und ab 1438 in fast durchgehender Folge Habsburger Fürsten gewählt wurden.

Die Habsburgischen Erblande umfassten damals bereits große Gebiete des deutschen Sprachraumes, teilweise auf Gebieten der heutigen Schweiz, Deutschlands, Frankreichs und Österreichs sowie im heutigen Ungarn, Italien, Slowenien und Kroatien.
Nach Aufhebung der ständischen Verfassung im Königreich Böhmen (Verneuerte Landesordnung 1627) wurde dieses wie seine Nebenländer Mähren und Schlesien ebenso als erblich erklärt, wie dies nach der Pragmatischen Sanktion von 1713 auch mit dem Königreich Ungarn geschah, womit sich die Habsburgermonarchie in einem frühen staatlichen Sinne als Einheit ausbildete. Obwohl die Bevölkerung der ursprünglichen Erblande großteils aus Deutschen bestand und die Habsburger diese Gebiete für Jahrhunderte regierten, entstand neben der deutschen Identität ab der zweiten Hälfte des 18. Jahrhunderts innerhalb eines gemeinsamen Deutschlands sukzessive auch ein verstärktes, dynastisch orientiertes Österreichbewusstsein. Die Landtage hatten ein großes Maß an Autonomie gegenüber den habsburgischen Herrschern, die sich zuallererst als deutschösterreichische Fürsten sahen.
Das Bestreben, auch das Königreich Ungarn (also die ungarische Krone und ihre Nebenländer) als Erblande anzusehen – immerhin hatten die Habsburger den Großteil des Landes von den Osmanen (zurück-)erobert – wurde mit dem Ausgleich von 1867 hinfällig (dass Franz Joseph und Elisabeth nochmals formell in Budapest zum ungarischen Königspaar gekrönt wurden, war eine Demonstration des Abgangs von dieser Staatstheorie).
Die von Maximilian I. durch Heirat mit der Herzogin Maria von Burgund und deren Tod 1482 zum Haus Habsburg gekommenen burgundischen Territorien (Besitzungen im Rheingebiet, vor allem die Niederlande) wurden indes nie zu den Habsburgischen Erblanden gerechnet und kamen an die spanischen Habsburger. Auch nach 1715, als aus den Spanischen Niederlanden nach dem Übergang an den österreichischen Zweig des Hauses Habsburg die Österreichischen Niederlande wurden, wurden sie nie zu den Habsburgischen Erblanden gerechnet. Für die später in die Monarchie eingegliederten Territorien, z. B. Galizien, Bukowina und Dalmatien, wurde der Begriff ebenfalls nicht verwendet.

### Erzherzogtum Österreich und seine Nebenländer und Gebiete
Im 15. Jahrhundert gehörten Niederösterreich (heutiges Niederösterreich, Oberösterreich), Innerösterreich (heutiges Steiermark und Kärnten, historisches Krain, um 1500 zählte man auch die Grafschaft Görz zu den Erblanden), Oberösterreich (historisches Tirol und heutiges Vorarlberg) sowie Vorderösterreich (ehem. Vorlande, verbliebene Stammlande und neuerworbene Besitzungen in der heutigen Schweiz, Bayern, Baden) dazu.
Spalte Anmerkung sortiert nach dem Zeitpunkt der Erwerbung
| Land                                                    | Hauptstadt                                                                          | Ethnien                                 | Religion                                              | Anmerkungen | Wappen (1) |
| ------------------------------------------------------- | ----------------------------------------------------------------------------------- | --------------------------------------- | ----------------------------------------------------- | --- | ---------- |
| Erzherzogtum Österreich unter der Enns                  | Wien                                                                                | Deutsche                                | römisch- katholisch, Lutheraner                       | Historisches Kernland und Namensgeber der Habsburgermonarchie. Um 976 als bairisches Grenzland entstanden, 996 als Ostarrîchi erwähnt, 1156 babenbergisches Herzogtum; 1278 an Rudolf I., 1282 Belehnung von Albrecht V./I. und Rudolf II., dann Österreich ob und unter der Enns genannt, Trennung kurzfristig 1458–1463 in zwei Herzogtümer, 1783/84 Österreich ob der Enns endgültig abgetrennt, seither etwa das heutige Bundesland Niederösterreich |            |
| Herzogtum Steyer (Steiermark)                           | Steyr, ab 12. Jh. Graz                                                              | Deutsche, Slowenen                      | römisch- katholisch, Lutheraner                       | Karantanische Mark, ab 1122 Steyrmark, 1180 Herzogtum Steyer; 1278 Lehen an Rudolf I. (als Kaiser), 1282 Belehnung von Albrecht V./I. und Rudolf II., 1564–1619 Teil von Innerösterreich; Raum des heutigen Bundeslands Steiermark und bis Ende Oktober 1918 der seither zu Slowenien gehörenden Untersteiermark |            |
| Herzogtum Kärnten                                       | Klagenfurt                                                                          | Deutsche, Slowenen                      | römisch- katholisch, Lutheraner                       | Baierische Grenzmark seit dem 8. Jh., 976 Herzogtum (Raum St. Pölten–Verona–Istrien), wechselnde Herzöge und Gebietsabtrennungen 1276–1286 an Rudolf I., dann Grafen von Görz (Meinhardiner), 1335 Belehnung Albrechts II., 1564–1619 Teil von Innerösterreich, 1809–1814 an Kaiserreich Frankreich; 1918 Kanaltal an Italien, Mießtal an Slowenien |            |
| Herzogtum Krain                                         | Laibach                                                                             | Slowenen, Deutsche                      | römisch- katholisch, Lutheraner                       | 1040 als Markgrafschaft Krain von Kärnten abgetrennt (etwa heutiges östliches Slowenien), 1276–1286 an Rudolf I., dann Grafen von Görz (Meinhardiner), 1335 Belehnung Leopold I., 1364 Herzogtum, 1564–1619 Teil von Innerösterreich, 1809–1814 an Kaiserreich Frankreich |            |
| Stadt Triest mit ihrem Gebiet                           | Triest                                                                              | Italiener, Slowenen, Deutsche           | römisch- katholisch                                   | römisch (Aquileia), 774 fränkisch, bei der Mark Friaul, 12. Jh. unabhängige Herrschaft, 1382 Unterschutzstellung (Leopold III.) auf Wunsch der Stadt, 1564–1619 Teil von Innerösterreich, 1805–1806 und 1809–1813 an Kaiserreich Frankreich (Illyrische Provinzen), 1814–1849 beim österr. Kgr. Illyrien, dann Teil der Küstenlande, 1867 Kronland; 1919 an Italien |            |
| (Gefürstete) Grafschaft Tirol (und Vorlande/Vorarlberg) | Meran, ab Anfang 15. Jh. Innsbruck                                                  | Deutsche, Italiener                     | römisch- katholisch                                   | schon im 7. Jh. bairische Grafschaften, geeint im 12./13. Jh.: heutiges Land Tirol ohne Osttirol (bei Gft. Görz), Südtirol, Trentino (Hzgt. Trient 1207) 1363 an Habsburg (Rudolf der Stifter), 1446 als Tirol und die Vorlande (Landesteil Oberösterreich, Mitverwaltung der vorderösterreichischen Lande, gehen bis 1807 weitgehend verlustig), 1493 gefürstet, 1400er–1496 (Ältere Tiroler Linie) und 1620er–1665 (Jüngere Tiroler Linie) von Zweiglinien regiert, 1805 an Bayern, 1809–1814 an Kr. Frankreich, ab 1814/15 Gefürstete Grafschaft Tirol und Vorarlberg, 1861 dieses abgetrennt, 1918 Deutsch-Südtirol und Trentino an Italien |            |
| Österreichische Vorlande bzw. Vorderösterreich          | Ensisheim, ab 1648 Freiburg im Breisgau, ab 1803 bis zum 31. Dezember 1805 Günzburg | Deutsche                                | römisch- katholisch                                   | Verwaltungsbezeichnung der alten Stammlande seit dem 10. Jh., dessen zerstreute Länder im Lauf der Jahrhunderte bis auf Vorarlberg verlustig gehen; ab 1446 mit Tirol als Tirol und die Vorlande; 1564–1619 (Ältere Tiroler Linie) und 1623–1665 (Jüngere Tiroler Linie) von Zweiglinien regiert; die anderen Territorien später Vorderösterreich genannt, 1803 bzw. 1806 an die Kurfürstentümer Baden und Württemberg bzw. das Königreich Bayern verloren, beim Wiener Kongress 1814/15 endgültig aufgegeben. | (1)        |
| (Gefürstete) Grafschaft Görz (und Gradisca)             | Görz                                                                                | Italiener, Slowenen, Deutsche           | römisch- katholisch                                   | im 12. Jh. als Grafschaft (Meinhardiner), Gebiete im Raum Südtirol-Kärnten-Adria, 1365 gefürstet, Teile schon 1364, 1374, 1460 an Habsburg, 1500 endgültig an Maximilian I. vererbt, 1504 gefürstet, 1564–1619 Teil von Innerösterreich. 1747 zur Gefürsteten Grafschaft Görz und Gradisca erweitert (Gefürstete Grafschaft Gradisca 1717 durch Erbschaft an Habsburg); 1809–1814 an Kaiserreich Frankreich (Illyrische Provinzen), 1814–1849 beim österr. Kgr. Illyrien, dann Teil der Küstenlande, 1867 Kronland; 1918 an Italien und Jugoslawien                                                                                             |            |
| Erzherzogtum Österreich ob der Enns                     | Linz                                                                                | Deutsche                                | römisch- katholisch, Lutheraner                       | Ursprünglich Teil des Herzogtums Österreich; 1458–1463 eigenes Herzogtum (Albrecht VI., 2. Habsburgische Teilung); ab dem 16. Jh. Landesteil (Fürstentum), 1779 um Teile Ostbayerns (Innviertel) erweitert, 1783/84 selbständiges Kronland, 1805–1815 Westteil (Innviertel, Hausruckviertel) an Bayern, 1816 um den Salzburgkreis erweitert, dieser 1849 als Salzburg Kronland |            |
| Markgrafschaft Istrien                                  | Mitterburg                                                                          | Kroaten, Italiener, Slowenen, Deutsche, | römisch- katholisch, Lutheraner                       | 789 von Karl dem Großen erobert, 803 Teil der Markgrafschaft Friaul, 828 eigene Grafschaft, mit Friaul (Mark Aquileia), 952 an Bayern, 976 an Kärnten, 1040 Markgrafschaft (bei Herzogtum Meranien); ab dem 11. Jh. teils Görzisch (Grafschaft Mitterburg), ab dem 13. Jh. gutteils beim Aquileia, 1291 der Republik Venedig; Mitterburg schon 1374 habsburgisch, gesamt 1797 (Frieden von Campo Formio), 1809–1813 an Kaiserreich Frankreich, 1814–1849 beim österr. Kgr. Illyrien, dann Teil der Küstenlande, 1867 Kronland mit gemeinsamer Verwaltung in Triest; 1918 an Italien und Jugoslawien                                             |            |
| Herzogtum Salzburg                                      | Salzburg                                                                            | Deutsche                                | römisch- katholisch (Lutheraner 16.–18. Jh. exiliert) | ehem. Erzstift Salzburg: Rupertinisches Missionsbistum 696, 798 Erzbistum, 1328 Landesordnung, um 1350 geistl. Reichsfürstentum, 1803 säkularisiert; 1803–1806 Kurfürstentum (habsb. Sekundogenitur), 1806–1810 Herzogtum, Verlust an Bayern (Salzachkreis), dann ab 1816 Salzburgkreis von Österreich ob der Enns, 1849 Kronland |            |
| Österreichisches Küstenland (Litorale)                  | Triest                                                                              | Italiener, Slowenen, Deutsche           | römisch- katholisch                                   | Erwerbungen an der Adria ab 1366, 1849 als Kronland aus Görz-Gradisca, Istrien und Triest aus dem Königreich Illyrien gebildet, 1867 wieder in drei Kronländer mit gemeinsamem Statthalter und Verwaltung in Triest geteilt; 1918 an Italien und Jugoslawien | (1)        |
| Land Vorarlberg                                         | Bregenz                                                                             | Deutsche                                | römisch- katholisch                                   | Teile Vorderösterreichs, ab 1814/15 Landesteil Tirols, 1861 eigenes Kronland (Hohenems, Feldkirch, Bregenz, Sonnenberg etc., administrativ weiter bei Tirol) |            |

### Länder der Böhmischen Krone
Die Länder der Böhmischen Krone (tschechisch: Země koruny české) umfassten Böhmen, Mähren, die Grafschaft Glatz und Schlesien (ab 1742 nur Österreichisch-Schlesien) sowie die beiden Lausitzen (zwei 1635 mit allen landesherrlichen Rechten an Sachsen abgetretene Markgrafschaften) und andere Nebenländer. Die böhmischen Länder waren formal in einer Personalunion verbunden, der König von Böhmen war zugleich Herzog von Schlesien und Markgraf von Mähren. Die anderen Länder waren in Böhmen inkorporiert und Titularansprüche.
An Habsburg kam die Böhmische Krone, vorher beim Haus Jagiełło, nach der Schlacht bei Mohács (1526) gegen die Osmanen, als die Stände Ferdinand I., den Bruder Kaiser Karls V., zum böhmischen König erkoren. 1627 wurde durch Ferdinand II. die Verneuerte Landesordnung erlassen, worin die Böhmische Krone als erblich erklärt wurde. Dadurch wurden die böhmischen Länder zu den habsburgischen Erblanden gezählt, sowohl von den Habsburgern selbst als auch vom böhmischen Adel, und ein langsamer Prozess der Integration mit den österreichischen Erblanden wurde in Gang gesetzt.
Vom Ausgleich 1867 an wurde für die im Kaisertum verbliebenen Länder der Begriff Die im Reichsrat vertretenen Königreiche und Länder verwendet (Cisleithanien).
Schon seit 1848 hatten sich, speziell in Böhmen, tschechische Abspaltungstendenzen gezeigt; ein österreichisch-tschechischer Ausgleich ähnlich dem Ausgleich mit Ungarn kam aber nicht zustande, da die große deutsche Minderheit in den böhmischen Ländern es ablehnte, unter tschechische Herrschaft zu geraten, und lieber von Wien aus regiert werden wollte. In Mähren kam es 1905 zu einem ausgewogenen Mährischen Ausgleich; in Böhmen herrschte aber statt Kooperation der Nationalitäten Konfrontation: Nach deren Eskalation wurde der böhmische Landtag 1913 aufgelöst. Im Ersten Weltkrieg sah die k.k. Regierung 1915 die Chance, den Ausdruck Österreichische Länder für ganz Cisleithanien einzuführen; parlamentarische Opposition der Tschechen war nicht zu befürchten, da der Reichsrat seit 1914 vertagt war.
| Land                         | Hauptstadt                | Ethnien                                        | Religion                                                          | Anmerkungen | Karte | Wappen |
| ---------------------------- | ------------------------- | ---------------------------------------------- | ----------------------------------------------------------------- | --- | ----- | ------ |
| Königreich Böhmen            | Prag                      | Böhmer (Tschechen), Deutsche                   | römisch-katholisch, Hussiten und Täufer (15./17. Jh.), Lutheraner | 895 unter den Přemysliden Herzogtum, 1085 Königreich, seit dem 14. Jh. Kurfürstentum des Heiligen Römischen Reiches, seit 1526 mit allen Kronländern Teil der habsburgischen Erblande, 1918 aufgelöst                                                                             |       |        |
| Markgrafschaft Mähren        | Brünn, früher auch Olmütz | Mährer (Tschechen), Deutsche                   | römisch-katholisch, Hussiten und Täufer (15./17. Jh.), Lutheraner | um 907 aus Großmähren entstanden, seit 1031 bei Böhmen |       |        |
| Herzogtümer in Schlesien     | Breslau, dann Troppau     | Deutsche, Tschechen (Böhmer und Mährer), Polen | römisch-katholisch, Lutheraner                                    | 1138 polnisches Herzogtum, zerfällt ab 1249 in zahlreiche Teilgebiete, alle bis 1348 zu Böhmen, der größere Teil nach der Teilung Schlesiens als Ergebnis des Ersten Schlesischen Krieges 1742 bzw. 1763 preußisch, der Rest Österreichisch-Schlesien (Ober- und Niederschlesien) |       |        |
| Markgrafschaft Niederlausitz | Lübben                    | Deutsche, Sorben                               | erst römisch-katholisch, dann Lutheraner                          | Markgrafschaft Lausitz seit dem 10. Jh., 1370 nach Böhmen inkorporiert, bereits um 1540 weitgehend evangelisch geworden, 1635 im Prager Frieden an das Kurfürstentum Sachsen abgetreten                                                                                           |       |        |
| Markgrafschaft Oberlausitz   | Bautzen                   | Deutsche, Sorben                               | Lutheraner, römisch-katholisch                                    | ab dem 12. Jh. als Land Budissin erstmals böhmisch, 1329 erneut zu Böhmen, seit dem 15. Jh. als Oberlausitz bezeichnet, 1635 im Prager Frieden an das Kurfürstentum Sachsen abgetreten                                                                                            |       |        |

### Länder der ungarischen Krone
Die Länder der Heiligen Ungarischen Stephanskrone (Ungarisch: Szent István Koronájának Országai, Kroatisch: Zemlje krune Svetog Stjepana, Slowakisch: Krajiny Svätoštefanskej koruny) lagen in den heutigen Ländern Ungarn, Slowakei, Ukraine, Rumänien, Serbien, Kroatien, Slowenien und Österreich. Im Gegensatz zu den anderen Teilen der Habsburgermonarchie lagen diese Länder bzw. Landesteile außerhalb des Heiligen Römischen Reichs.
Der ungarische Landtag bestand größtenteils aus magyarischen Adeligen und hatte das Recht, den König zu wählen. Auch ein vereinigter Landtag des Königreichs Slawoniens und des Königreichs Kroatien hatte dieses Recht, unabhängig von der Auswahl Ungarns.
1687, während des Großen Türkischen Kriegs, erklärte der ungarische Landtag die Heilige Ungarische Stephanskrone für erblich. Als Gegenleistung mussten die Habsburger dem ungarischen Adel erhebliche Konzessionen zugestehen: Der Landtag musste regelmäßig einberufen werden, Ungarn durfte sich teilweise selbst regieren und die Adeligen wurden von der Steuerpflicht befreit. Dadurch erhielt Ungarn einen besonderen Rang innerhalb der Habsburgermonarchie, den es bis 1867 zumeist bewahren konnte.
1867 fand der österreichisch-ungarische Ausgleich statt, mit dem Ungarn von 1867 bis 1918 zur vollen inneren Selbstständigkeit gelangte. Seit damals spricht man von Transleithanien.
| Lage | Land                                            | Hauptstadt                                          | Ethnien                                                      | Religion                                                                                           | Anmerkungen | Wappen |
| ---- | ----------------------------------------------- | --------------------------------------------------- | ------------------------------------------------------------ | -------------------------------------------------------------------------------------------------- | --- | ------ |
|      | Königreich Ungarn                               | Pressburg Buda (deutsch damals: Ofen, ab 1784)      | Ungarn, Slowaken, Serben, Deutsche, Ruthenen, Rumänen        | römisch-katholisch, griechisch-katholisch, calvinistisch                                           | 1526–1541 aufgeteilt zwischen Ferdinand I. und Johann Zápolya. 1541–1699 teilweise vom Osmanischen Reich besetzt. |        |
|      | Königreich Slawonien                            | Osijek                                              | Kroaten, Serben                                              | römisch-katholisch, griechisch-orthodox                                                            | 1526–1699 größtenteils vom Osmanischen Reich besetzt, 1849 mit Kroatien zum Kronland Kroatien und Slawonien vereinigt. |        |
|      | Königreich Kroatien                             | Agram                                               | Kroaten, Serben                                              | römisch-katholisch, griechisch-orthodox                                                            | 1097–1918 zumeist Personalunion, seit 1867 auch Realunion mit dem Königreich Ungarn, 1849 mit Slawonien zum Kronland Kroatien und Slawonien vereinigt. |        |
|      | Königreich Kroatien und Slawonien               | Agram                                               | Kroaten, Serben                                              | römisch-katholisch, griechisch-orthodox                                                            | 1849 durch Vereinigung der Königreiche Kroatien und Slawonien entstanden. |        |
|      | Stadt Fiume mit Gebiet (Rijeka)                 | Fiume                                               | Italiener, Kroaten, Ungarn                                   | | 1465 von der Habsburgermonarchie gekauft, 1526 zu den ungarischen Ländern, lange von Graz (Innerösterreich) aus verwaltet, 1779 Corpus separatum, 1809–1815 beim französischen Königreich Italien, 1815 zu Österreich, 1867 Freistadt der ungarischen Krone, später Komitat |        |
|      | (Groß-)Fürstentum Siebenbürgen (Transsylvanien) | Kolozsvár (Klausenburg), Nagy-Szeben (Hermannstadt) | Rumänen, Szekler (Magyaren), Siebenbürger Sachsen (Deutsche) | rumänisch-orthodox, rumänisch-griechisch-katholisch, Lutheraner, calvinistisch, römisch-katholisch | 1687 erobert. Bis 1711 unter eigenem Fürsten. 1765 zum Großfürstentum erhoben, 1867 Teil Ungarns. |        |
|      | Banat                                           | Temesvar                                            | Rumänen, Ungarn, Deutsche, Serben                            | römisch-katholisch, serbisch-orthodox, rumänisch-griechisch-katholisch                             | 1526–1718 vom Osmanischen Reich besetzt. 1718 eigenes Kronland, 1779 Teil Ungarns. |        |
|      | Woiwodschaft Serbien und Temeser Banat          |                                                     | Serben, Rumänen, Deutsche, Ungarn                            | serbisch-orthodox, rumänisch-griechisch-katholisch                                                 | Wojwodina und Banat, 1849 durch Abtrennung aus Ungarn und Gebiete der serbischen Militärgrenze, 1849 eigenes Kronland, 1860 zwischen Ungarn und Kroatien-Slawonien aufgeteilt.                                                                                              |        |

### Weitere Länder
Neben den Gebieten, die die Habsburger nach dem Tod von Ludwig II. erbten, wurden zwischen 1526 und 1804 auch andere Gebiete der österreichischen Habsburgermonarchie angeschlossen. Einige wurden vom Osmanischen Reich erobert, andere wurden nach dem Aussterben der spanischen Habsburger erlangt. Galizien kam durch die Polnischen Teilungen an das Haus Österreich. Das Großherzogtum Toskana, das Herzogtum Parma und das Herzogtum Modena wurden zeitweise von Habsburgern (als Sekundogenituren) regiert, bildeten aber keinen Teil ihrer zumeist von Wien aus regierten Monarchie.
Spalte Anmerkung sortiert nach dem Zeitpunkt der Erwerbung
| Land                                  | Hauptstadt | Ethnien                           | Religion                                                  | Anmerkungen | Wappen |
| ------------------------------------- | ---------- | --------------------------------- | --------------------------------------------------------- | --- | ------ |
| Militärgrenze                         | keine      | Kroaten, Deutsche, Serben, Ungarn | serbisch-orthodox, römisch-katholisch, Lutheraner         | ab dem 16. Jh. Grenzzone unter Militärrecht zur Abwehr der Türkengefahr; vorerst von Innerösterreich, nach 1750 von Wien aus verwaltet. 1849 eigenes Kronland als serbische Wojwodina, später in Ungarn bzw. Kroatien-Slawonien (beide Transleithanien) integriert                                                                                      | –      |
| Herzogtum Mailand                     | Mailand    | Italiener                         | römisch-katholisch                                        | Im Spanischen Erbfolgekrieg von den spanischen Habsburgern übernommen. 1714–1797 Teil der österreichischen Habsburgermonarchie, ebenso 1815–1859 im Königreich Lombardo-Venetien, 1851 eigenes Kronland Lombardei; 1859 (Solferino/Frieden von Villafranca) an Napoleon III. (1861 an Italien)                                                          |        |
| Österreichische Niederlande           | Brüssel    | Flamen, Wallonen                  | römisch-katholisch, calvinistisch                         | Im Spanischen Erbfolgekrieg von den spanischen Habsburgern übernommen. 1714–1797 Teil der österreichischen Habsburgermonarchie, dann von Frankreich annektiert; 1815 an das Königreich der Vereinigten Niederlande; 1830 als Königreich Belgien selbstständig                                                                                           |        |
| Königreich Sardinien                  | Cagliari   | Italiener                         | römisch-katholisch                                        | Im Spanischen Erbfolgekrieg von den spanischen Habsburgern übernommen. 1714–1720 Teil der österreichischen Habsburgermonarchie, dann getauscht gegen Sizilien. |        |
| Serbien                               | Belgrad    | Serben, Kroaten, Bosniaken        | serbisch-orthodox, römisch-katholisch, sunnitischer Islam | Nordserbien erobert vom Osmanischen Reich. 1718–1739 habsburgisch, bei der Militärgrenze |        |
| Kleine Walachei                       | Craiova    | Rumänen                           | rumänisch-orthodox                                        | Erobert vom Osmanischen Reich. 1718–1739 habsburgisch |        |
| Königreich Neapel/Königreich Sizilien | Neapel     | Italiener                         | römisch-katholisch                                        | Im Spanischen Erbfolgekrieg von den spanischen Habsburgern übernommen. Neapel, seit 1707 österreichisch besetzt, gehörte 1713–1735 zu Österreich; Sizilien, vom Haus Savoyen im Tausch für das Königreich Sardinien erhalten, war 1720–1735 Teil der österreichischen Habsburgermonarchie; beide 1735 zurück an das nun bourbonische Spanien            |        |
| Königreich Galizien (und Lodomerien)  | Lemberg    | Polen, Ruthenen (= Ukrainer)      | griechisch-katholisch, römisch-katholisch, jüdisch        | Erworben bei der ersten polnischen Teilung 1772. 1867–1918 bei Cisleithanien |        |
| Bukowina                              | Czernowitz | Rumänen, Ruthenen, Deutsche       | rumänisch-orthodox, römisch-katholisch, jüdisch           | 1775 vom osmanischen Vasallen-Fürstentum Moldau erworben. 1775–1786 unter Militärverwaltung, dann Teil des Königreichs Galizien und Lodomerien. 1849 eigenes Kronland. 1867–1918 bei Cisleithanien |        |
| Königreich Dalmatien                  | Zara       | Kroaten, Italiener                | römisch-katholisch                                        | 1797 im Frieden von Campo Formio zu Österreich; 1805–1814 Ksr. Frankreich (Illyrische Provinzen), 1814–1849 beim österr. Kgr. Illyrien, ab 1867 Kronland (bei Cisleithanien); 1918 an Jugoslawien |        |
| Venetien                              | Venedig    | Italiener                         | römisch-katholisch                                        | 1797 mit dem Frieden von Campo Formio erworben bis 1805 (Frieden von Preßburg), 1805–1814 zum Königreich Italien bzw. 1809–1814 an Kaiserreich Frankreich (Illyrische Provinzen), 1815–1866 Teil des Kaisertums Österreich, mit Herzogtum Mailand zum Königreich Lombardo-Venetien vereinigt. 1851 eigenes Kronland; 1866 (Frieden von Wien) an Italien |        |
| Königreich Lombardo-Venetien          | Mailand    | Italiener                         | römisch-katholisch                                        | 1815 aus dem Herzogtum Mailand und Venetien gebildet, 1851 zwei Kronländer Lombardei und Venetien |        |
| Bosnien und Herzegowina               | Sarajevo   | Serben, Kroaten, Bosniaken        | serbisch-orthodox, römisch-katholisch, sunnitischer Islam | Teil des Osmanischen Reichs, Anspruch seit 1869, 1878 Okkupation (Ermächtigung vom Berliner Kongress), Verwaltung durch das Gemeinsame Finanzministerium, 1908 annektiert (Bosnische Annexionskrise); gehörte weder Cis- noch Transleithanien an (Verwaltung durch das gemeinsame k.u.k. Finanzministerium)                                             |        |